# Baterie słoneczne ISS

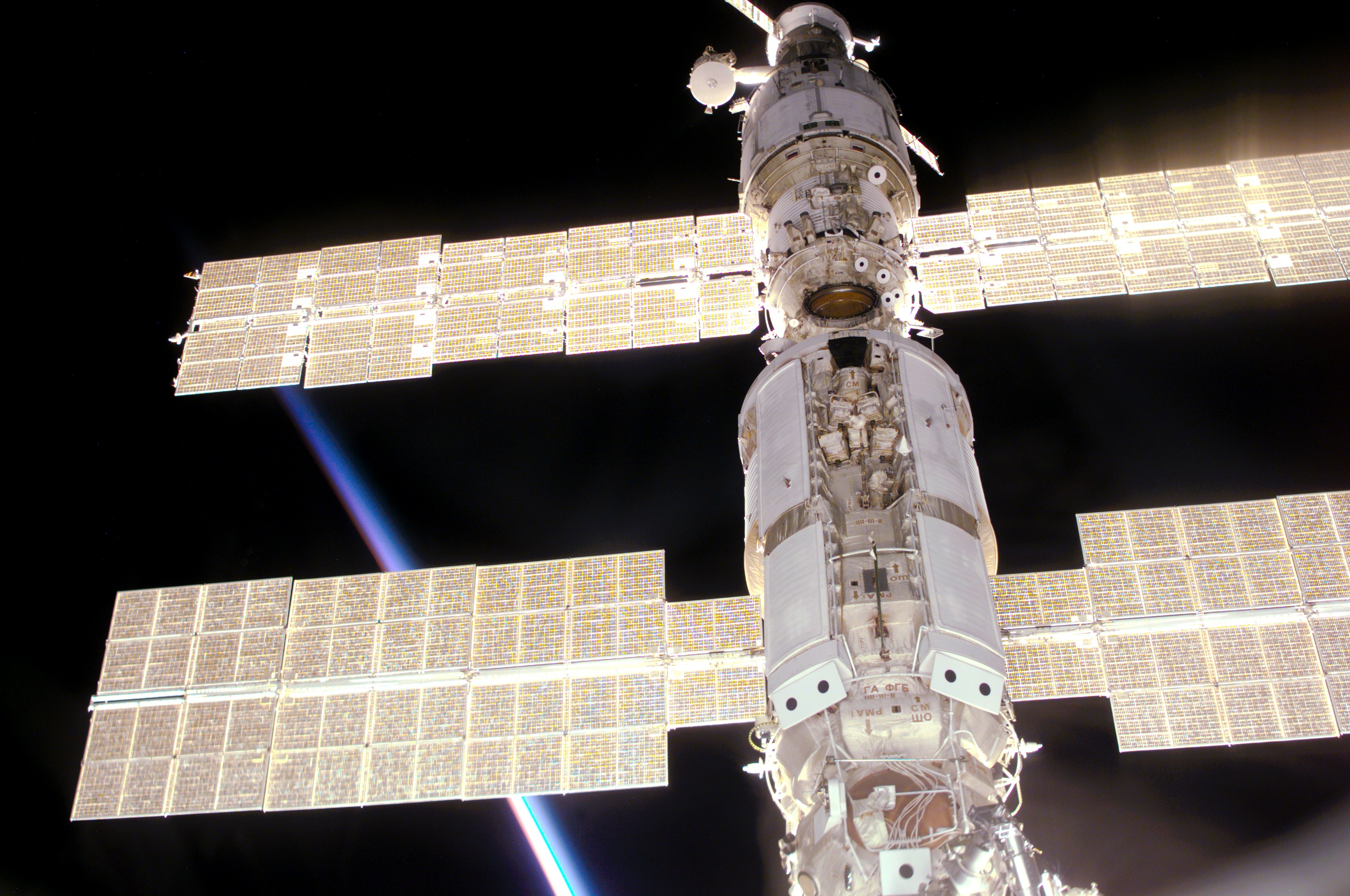
Panele baterii słonecznych rosyjskiego segmentu ISS, lipiec 2000

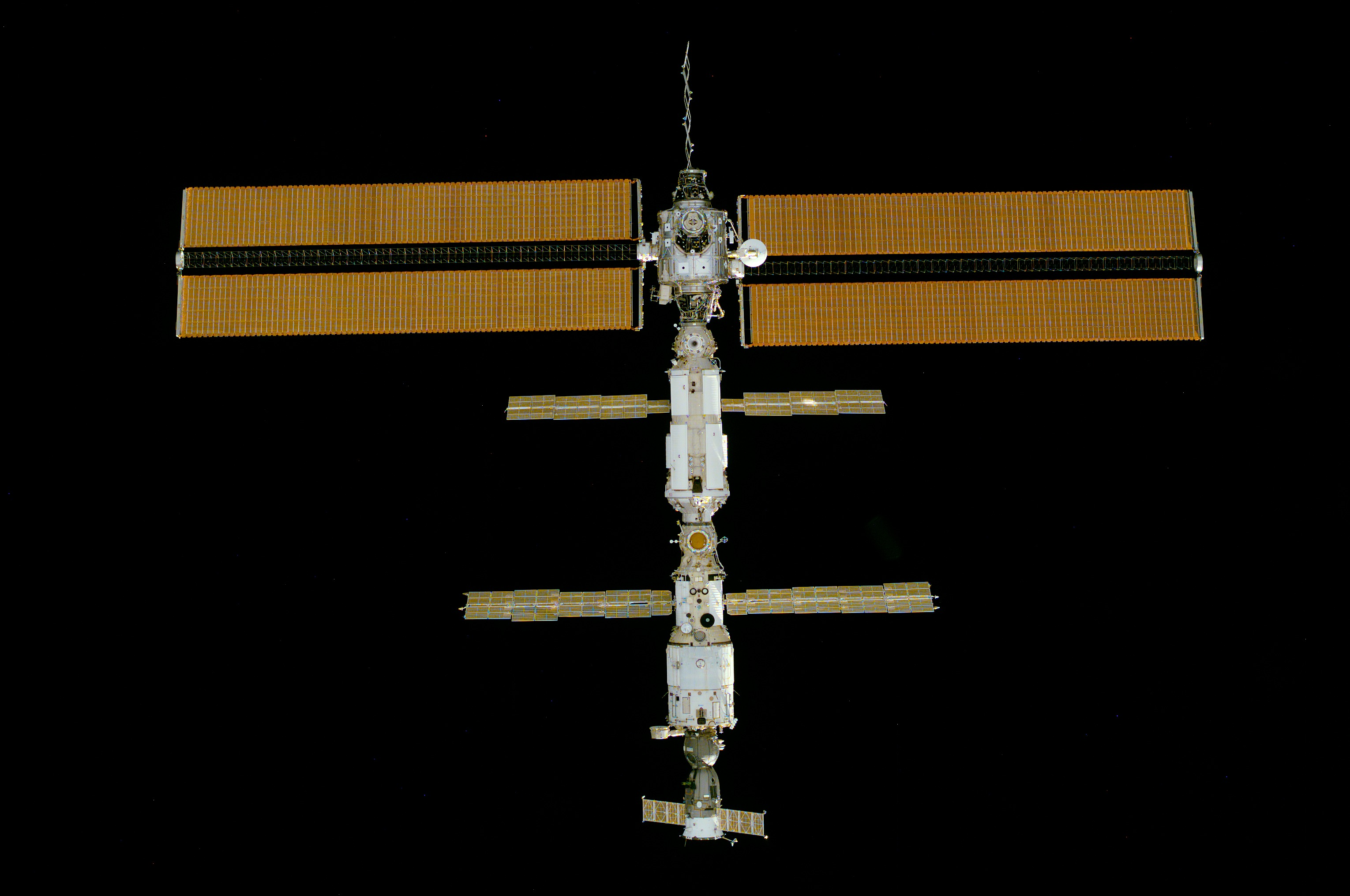
Międzynarodowa Stacja Kosmiczna po instalacji P6 Truss w czasie misji STS-97 (zdjęcie z 9 grudnia 2000)

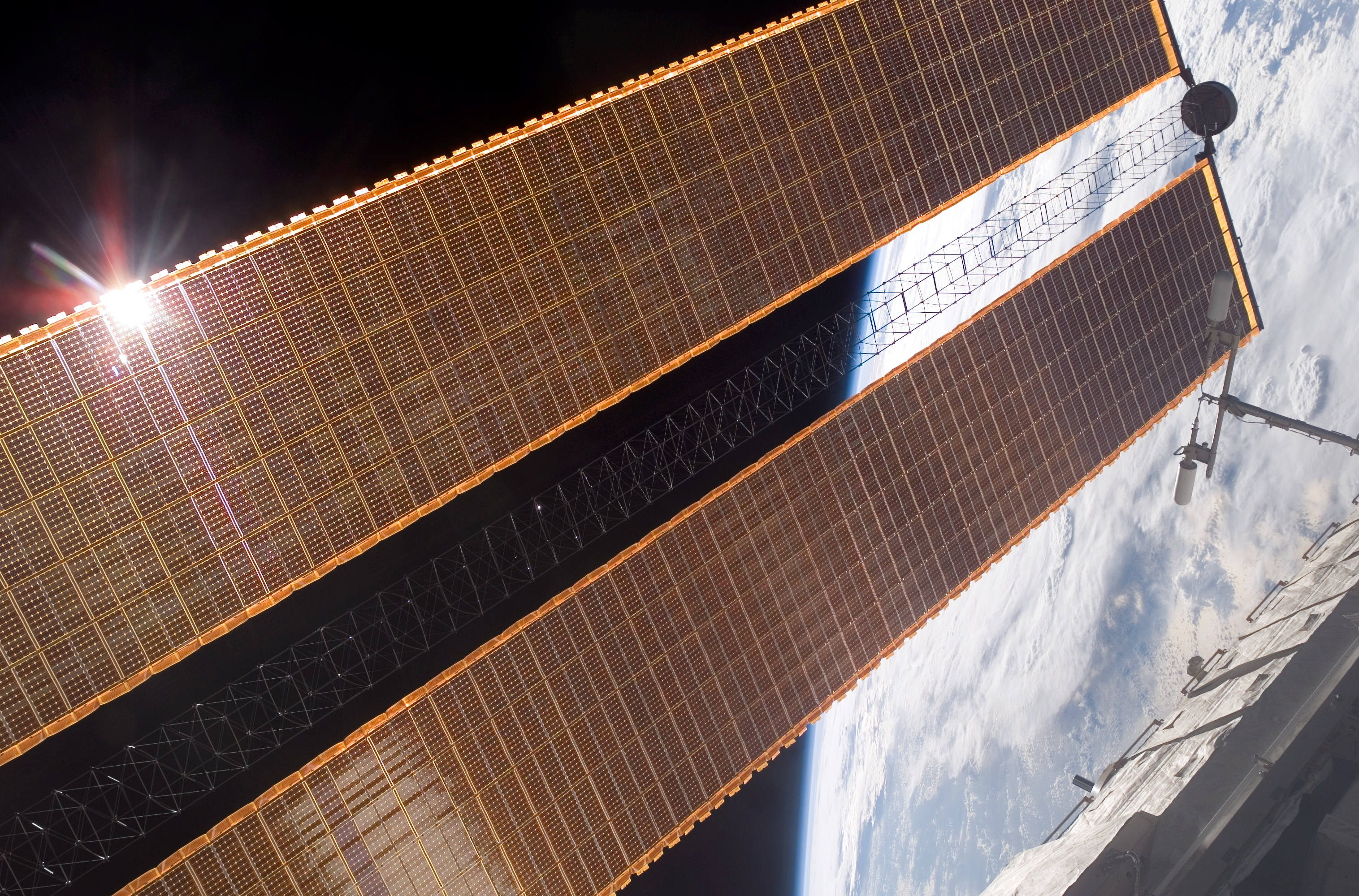
Panel baterii słonecznych moduł P3/P4, zdjęcie z 14 września 2006

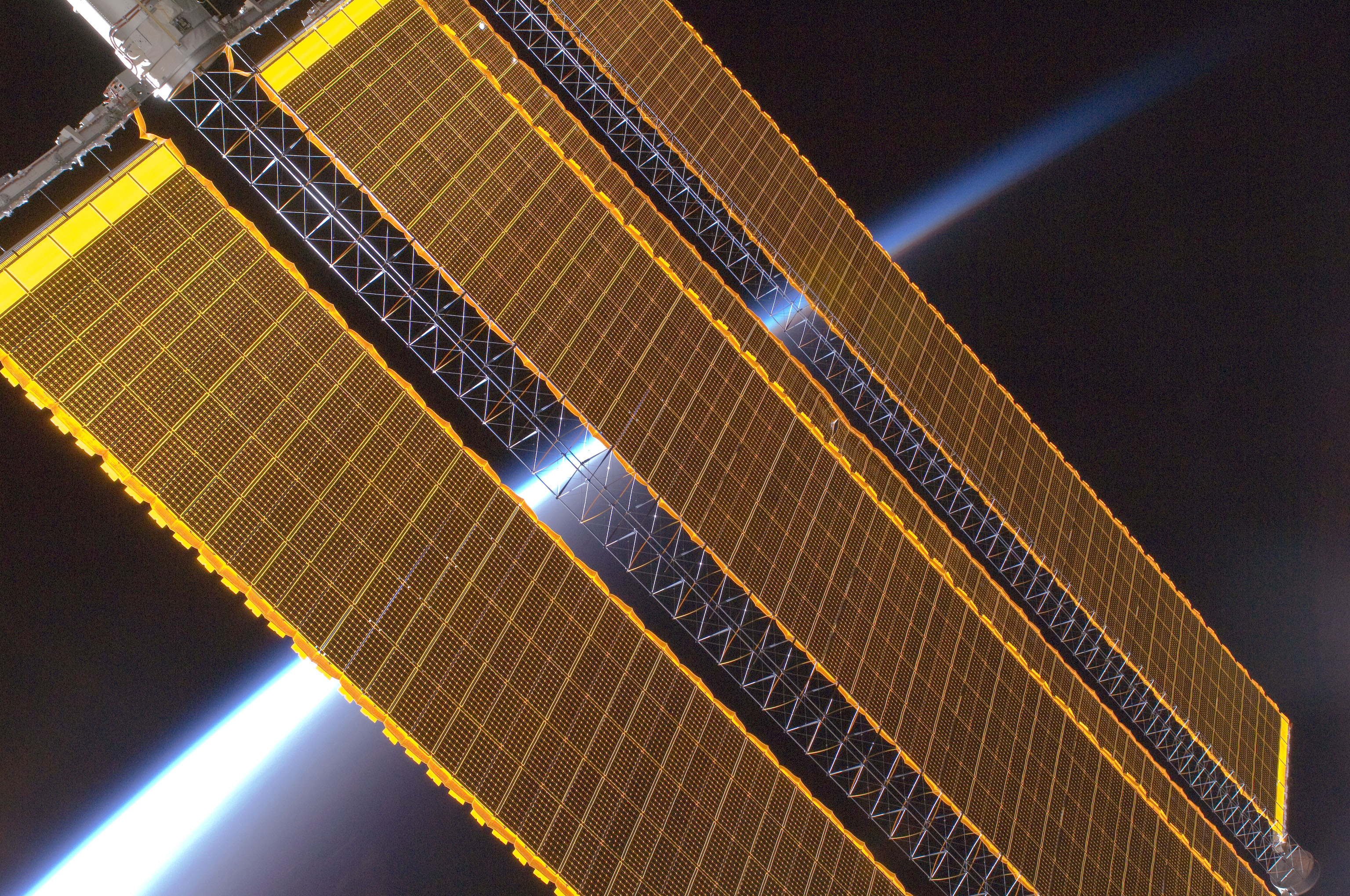
Panel baterii słonecznych, sierpień 2008

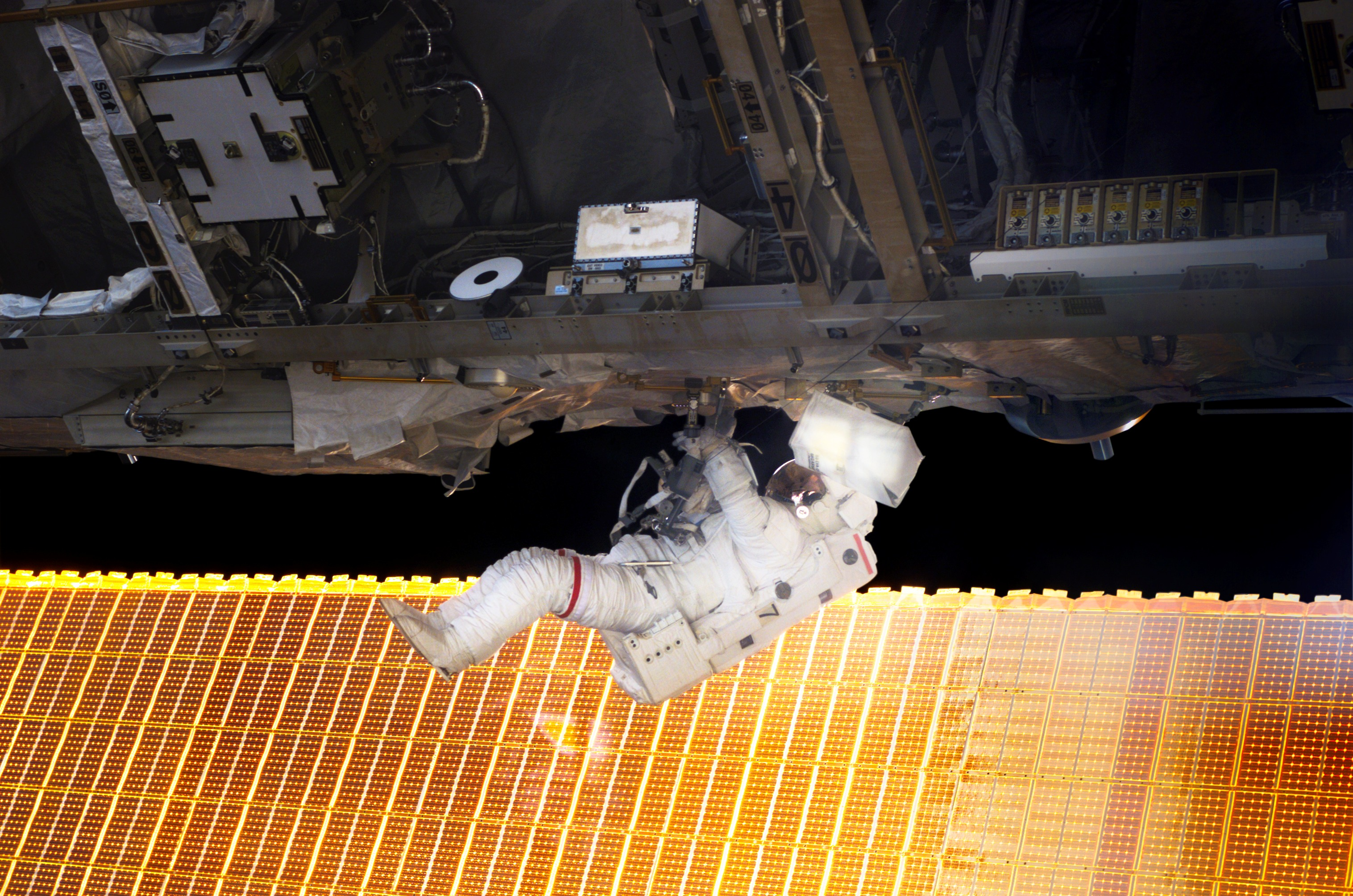
Sōichi Noguchi w czasie pierwszego spaceru kosmicznego podczas misji STS-114, widać wyraźnie panele baterii słonecznych zamontowane na ISS

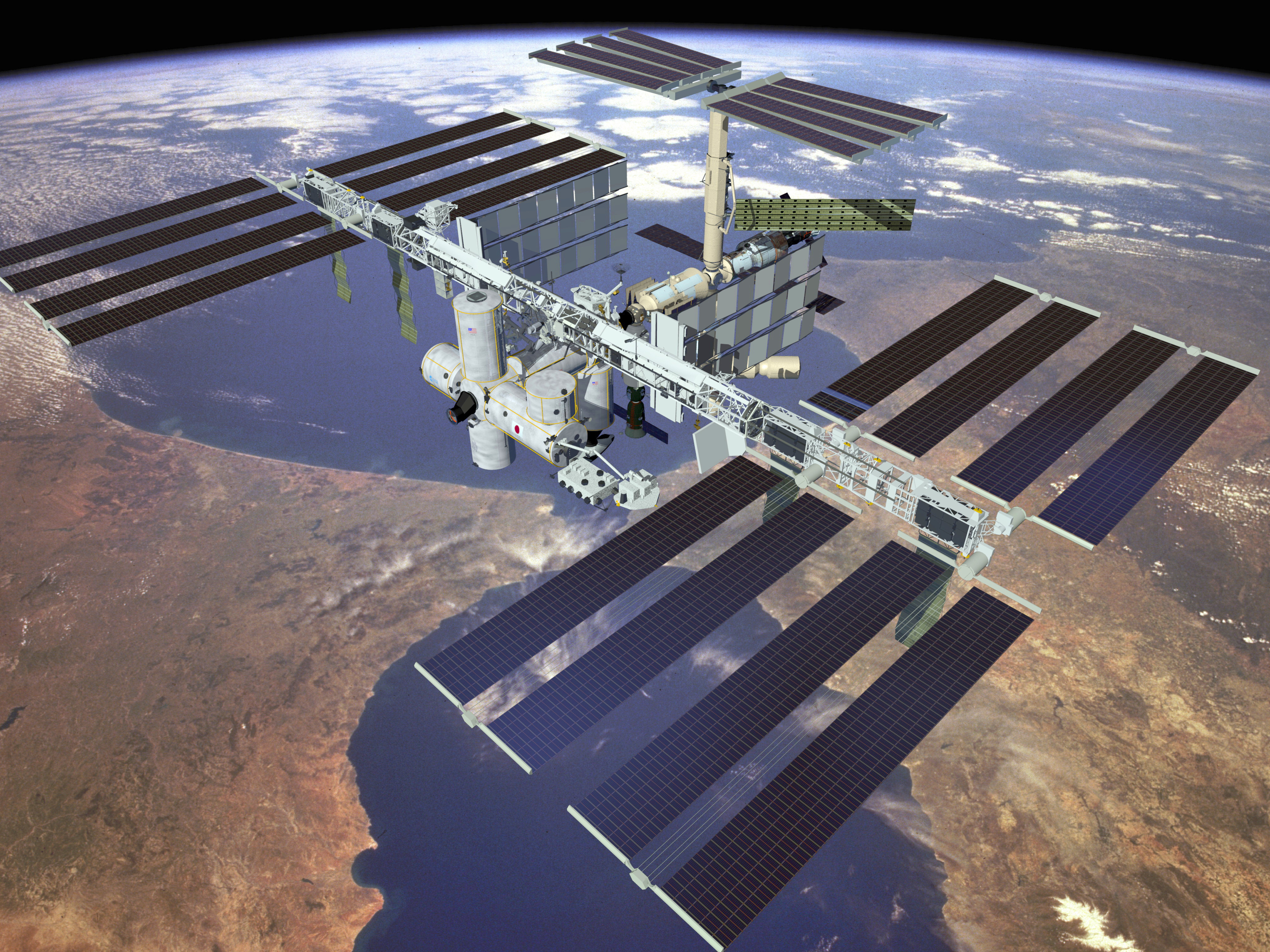
Model komputerowy rozbudowanej stacji z bateriami słonecznymi

Baterie słoneczne ISS – zespół ogniw słonecznych zastosowanych na Międzynarodowej Stacji Kosmicznej (ISS), ze względu na to, iż światło słoneczne jest jedynym łatwo dostępnym źródłem energii na orbicie. Spośród wielu baterii słonecznych ISS największe są dwa, zbudowane w Stanach Zjednoczonych, bliźniacze panele (każdy ma długość 34 m i szerokość 12 m) zamontowane na kratownicy ITS P6.
Projekt budowy rosyjskiego modułu zasilającego – Science Power Platform – został wstrzymany.

## ITS P6, S6, P3/P4, S3/S4 Photovoltaic Module
Integrated Truss Structure P6 to jeden z fragmentów potężnej konstrukcji żebrowej, której zasadniczym elementem są panele baterii słonecznych oraz radiatory. Identycznymi jednostkami, instalowanymi w różnych etapach budowy, są ITS S3/S4, ITS S6 oraz ITS P3/P4. Segment ITS P6, podobnie jak bliźniacze ITS P3/P4 oraz ITS S3/S4 i ITS S6 waży 7711 kg, wyposażony jest w potężne blankiety baterii słonecznych, których długość jednego skrzydła panelu wynosi 31,5 m, natomiast długość rdzenia żebrowego samego segmentu to 9 m. Jeden blankiet składa się z 84 paneli, z czego 82 pokryte są fotoreceptorami. Każdy panel składa się z 200 takich komórek, co daje razem liczbę 262 400 komórek w ośmiu potężnych blankietach paneli.
Panele baterii słonecznych mogą obracać się i dostosowywać do położenia stacji względem Słońca, dostarczając stacji prądu stałego na poziomie 160 woltów (nagromadzona energia kumulowana jest w specjalnych bateriach ogniw fotowoltaicznych). Zmagazynowany prąd dostarczany jest do wszystkich modułów stacji, jednakże pierwszeństwo mają moduły „zachodnie”, natomiast alternatywnie zasilane mogą być także moduły rosyjskie (które pomimo to posiadają własny system zasilania). Dzięki rozbudowanemu systemowi zasilania, nawet przebywająca w danej chwili w cieniu stacja kosmiczna, nie będzie narażona na utratę zasilania, a nawet na jego wahania. Razem, wspomniane cztery segmenty wytwarzać będą prąd elektryczny o mocy 78 kilowatów. Panele mają dostarczać zasilanie przez okres 15 lat, ale przypuszczalnie posłużą dłużej. Na system paneli składa się także mechanizm rotujący (tzw. SARJ), pozwalający ustawiać panele pod właściwym kątem względem Słońca, z wydajnością 4° na minutę. Na wszystkich zintegrowanych strukturach nośnych zainstalowane są także systemy radiatorów, mających za zadanie chłodzić układy stacji. Po żebrowej konstrukcji tych segmentów porusza się Mobile Servicing System oraz dwie małe platformy naukowe CETA Cart A i CETA Cart B.
ITS P6 został wyniesiony na orbitę jako pierwszy z tych bliźniaczych elementów w misji montażowej 4A: STS-97 (30 listopada 2000), a następnie domontowany do struktury nośnej ITS Z1. W październiku 2007, w ramach misji 10A (STS-120), został zdeinstalowany z dotychczasowej pozycji i ponownie domocowany, lecz tym razem do segmentu ITS P5. Pozostałe, bliźniacze struktury kratownicowe z panelami słonecznymi weszły w skład struktury stacji w następujących lotach montażowych: ITS P3/P4 – 12A, ITS S3/S4 – 13A, ITS S6 – 15A.
Segmenty z panelami słonecznymi oraz pomniejszymi systemami tam zainstalowanymi, skonstruowane zostały przez wydział Rocketdyne firmy Boeing.

## Etapy montażu paneli słonecznych
| Element                   | Oznaczenie misji | Data startu       | Długość (m) | Średnica (m) | Masa (kg) |
| ------------------------- | ---------------- | ----------------- | ----------- | ------------ | --------- |
| P6 Truss – Solar Array    | 4A – STS-97      | 30 listopada 2000 | 73,2        | 10,7         | 15 900    |
| P3/P4 Truss – Solar Array | 12A – STS-115    | 9 września 2006   | 73,2        | 10,7         | 15 900    |
| S3/S4 Truss – Solar Array | 13A – STS-117    | 8 czerwca 2007    | 73,2        | 10,7         | 15 900    |
| S6 Truss – Solar Array    | 15A – STS-119    | 15 marca 2009     | 73,2        | 10,7         | 15 900    |